# ایشیموو (شهرستان میشکینسکی، باشقیرستان)
ایشیموو (انگلیسی: Ishimovo, Mishkinsky District, Republic of Bashkortostan) یک شهرک در شهرستان میشکینسکی استان باشقیرستان کشور روسیه است.